# Щетинин, Михаил Павлович
Михаил Павлович Щетинин (род. 6 августа 1953, Барнаул, Алтайский край, РСФСР, СССР) — российский государственный деятель, политик, член Совета Федерации от Алтайского края (2014—2018), проректор по научной работе Московского государственного университета пищевых производств (с 2019).

## Биография
В 1976 году окончил Алтайский политехнический институт им И. И. Ползунова с присвоением квалификации инженер-механик. С 1976 по 1993 год работал в Алтайском филиале Всесоюзного научно-исследовательского института маслодельной и сыродельной промышленности, прошел путь от инженера до заведующего лабораторией процессов и аппаратов.
С 1993 по 1996 год — заместитель главы администрации Железнодорожного района Барнаула. Депутат Барнаульской городской думы трех созывов (с апреля 1996 по март 2003 года — председатель комитета по экономической политике, собственности и бюджету). С марта 2003 по сентябрь 2005 года — глава администрации Железнодорожного района Барнаула.
С сентября 2005 года — начальник Главного управления экономики и инвестиций Алтайского края. С апреля 2007 года одновременно назначен заместителем главы администрации (с декабря 2017 — губернатора) Алтайского края.
26 сентября 2014 года губернатором Алтайского края Александром Карлиным наделен полномочиями члена Совета Федерации от исполнительного органа государственной власти Алтайского края. С 26 октября 2016 года — председатель комитета Совета Федерации по аграрно-продовольственной политике и природопользованию. В сентябре 2018 года полномочия члена Совета Федерации истекли.
В 2018—2019 годах заведующий кафедрой технологии продуктов питания Алтайского государственного технического университета им. И. И. Ползунова. Доктор технических наук. Профессор.
С сентября 2019 года проректор по научной работе Московского государственного университета пищевых производств.
Автор множества научных работ, в том числе монографий и учебников. Имеет около 30 патентов на изобретения в области пищевой промышленности.
Женат, двое детей.

## Награды
Медаль ордена «За заслуги перед Отечеством» II степени (2 сентября 2009 года) — за достигнутые трудовые успехи и многолетнюю добросовестную работу.
Орден Почета (29 июня 2018 года) — за заслуги в укреплении российской государственности, развитии парламентаризма и активную законотворческую деятельность

## Научные труды
- Системный анализ технологических потоков производства плавленых сыров : монография / М. П. Щетинин ; Алт. гос. техн. ун-т им. И. И. Ползунова, Рос. акад. с.-х. наук, Сиб. НИИ сыроделия. - Барнаул : Издательство АлтГТУ, 2004. - 128, [1] с. : ил. ; 21 см. - ISBN 5-7568-0381-5

- Технологические линии производства сыров: организация технологического потока / М. П. Щетинин ; Алт. гос. техн. ун-т им. И. И. Ползунова, Рос. акад. с.-х. наук (Сиб. отд-ние), Сиб. науч.-исслед. ин-т сыроделия. - Барнаул : Издательство Алтайского государственного университета, 2010. - 272, [1] с. : ил. ; 25 см.. - ISBN 978-5-7904-1022-22

- Технология сыра : [учеб. пособие для вузов] / М. П. Щетинин, Н. Б. Гаврилова, С. А. Коновалов ; М-во образования и науки Рос. Федерации [и др.]. — Барнаул ; Омск : Издательство АлтГТУ, 2004. — 386 с. : ил. ; 21 см. . — ISBN 5-7568-0553-2